# La pell que brilla
La pell que brilla (títol original en anglès The Reflecting Skin) és una pel·lícula dramàtica de terror britànica-canadenca del 1990 escrita i dirigida per Philip Ridley i protagonitzada per Jeremy. Cooper, Viggo Mortensen i Lindsay Duncan. Descrita pel seu director com una "interpretació mítica" de la infància, la pel·lícula teixeix elements de vampirisme, surrealisme, comèdia negra, simbolisme i fanatisme religiós al llarg de la seva narrativa sobre les percepcions i fantasies d'un jove impressionable a l'Amèrica dels anys cinquanta. La pell que brilla situa la major part de la seva acció a l'aire lliure al voltant de les granges en ruïnes i als camps de blat d'Idaho rodats a la llum del sol idíl·lica que desmenteix els foscos secrets dels personatges i la trama. Aquesta pel·lícula ha estat doblada al català.

## Trama
Seth Dove, de vuit anys, viu en una comunitat aïllada de les prades americanes als anys 50. La pel·lícula s'obre amb Seth i els seus amics, Eben i Kim, jugant amb una granota que Seth ha trobat als camps. Els nois inflen la granota introduint una canya per l'anus i la deixen al costat de la carretera. Quan una vídua anglesa local, Dolphin Blue, s'atura per inspeccionar-la, en Seth dispara a la granota inflada amb una fona, fent que exploti sobre Dolphin.
En Seth es retira a la petita benzinera on viu amb la seva mare Ruth, treballadora i rude, i el seu pare Luke, tímid, tancat a l’armari. El germà gran d'en Seth, Cameron, està en servei militar al Pacífic (Ruth se’n refereix com "les illes boniques"). En Seth serveix gasolina a un misteriós grup de joves que condueixen un Cadillac negre, que prometen tornar-lo a veure aviat i marxar.
En Seth és enviat a casa d'en Dolphin per demanar disculpes per la broma de la granota. Dolphin està perseguida pel record del seu marit mort, que es va penjar per motius desconeguts una setmana després del seu casament. Envoltada d'artefactes del passat de la caça de balenes de la família del seu marit, Seth pren alguns dels seus comentaris autocompasionats (ella diu tenir "dos-cents anys") literalment. Després d'acabar d'aprendre sobre vampirs pel seu pare, Seth comença a creure que Dolphin deu ser un vampir.
Després que l'Eben desaparegui, Seth i Kim van a la casa d'en Dolphin per investigar, perquè Seth creu que és responsable de la desaparició d'Eben. Pugen al dormitori de Dolphin i enderroquen les seves pertinences. Més tard escolten Dolphin a baix. Els nois procedeixen a espiar-la mentre s'asseu en una cadira, gemegant i tocant-se. Després de ser atrapats, els nois criden i corren fora. En Seth veu el mateix Cadillac negre d'abans, després d'això corre cap a casa i més tard troba el cadàver d'Eben flotant a la cisterna d'aigua. Les autoritats locals creuen que el pare de Seth, Luke, n'és el responsable, a causa d'una indiscreció homosexual anys abans; creient-se condemnat, Luke es ruixa amb gasolina i s'incinera.
Cameron torna a casa per cuidar el seu germà Seth, ja que la Ruth ha quedat commocionada després de l'autoimmolació del seu marit. Mentre visita la seva tomba, Cameron coneix la Dolphin i el romanç esclata entre els dos, per horror de Seth. En un graner proper, Seth i Kim descobreixen un fetus mort ossificat, que Seth s'emporta a casa amb ell, creient que és l'Eben encarnat com un àngel caigut. Cameron mostra a Seth una fotografia d'un nadó morint per una intoxicació per radiació, cosa que fascina i pertorba a Seth. L'endemà, Seth segueix en Cameron a la casa de Dolphin, on observa que Cameron confessa emocionalment a Dolphin la seva culpabilitat en experiments amb bomba atòmica. Cameron i Dolphin comencen a fer l'amor; corrent espantat de la casa, Seth veu com els homes del Cadillac segresten Kim.
El cos de Cameron comença a deteriorar-se per la malaltia per radiació, que Seth atribueix al suposat vampirisme de Dolphin. El cos de Kim es descobreix l'endemà, i les autoritats policials encara creuen que Luke és viu i responsable. A mesura que Cameron i Dolphin s'apropen i planifiquen fugir junts, Seth centra la seva ràbia en Dolphin. Consulta amb el fetus "àngel Eben" aquella nit sobre com tractar-la. L'endemà, de seguida, quan ella està a punt de portar-los, no avisa en Dolphin dels homes del Cadillac negre. Apareix el cos de Dolphin, i Cameron es trenca davant d'en Seth. En adonar-se que ha trencat efectivament el seu germà, Seth corre cap a un camp proper i, aclaparat per la ira, crida davant la posta de sol.

## Repartiment
- Jeremy Cooper com a Seth Dove
- Viggo Mortensen com a Cameron Dove
- Lindsay Duncan com a Dolphin Blue
- Sheila Moore com a Ruth Dove
- Duncan Fraser com a Luke Dove
- David Longworth com a Joshua
- Robert Koons com a Sheriff Ticker
- David Bloom com a adjunt
- Evan Hall com a Kim
- Codie Lucas Wilbee com a Eben
- Sherry Bie com a Cassie
- Jason Wolfe com a conductor de Cadillac
- Dean Hass com a passatger
- Guy Buller com a passatger
- Jason Brownlow com a passatger
- Jeff Walker com Adam Blue
- Joyce Robbins com a bessona
- Jacqueline Robbins com a bessona
- Debi Greenawdt com a primera dona
- Sandra Redmond com a segona dona
- Walt Healy com a vell

## Producció
Philip Ridley es va inspirar per escriure el guió de La pell que brilla després de completar una seqüència d'obres d'art titulada American Gothic mentre estudiava a la St Martin's School of Art. "Vaig llegir molta literatura nord-americana quan era petit i vaig veure moltes pel·lícules americanes, així que el que vaig fer, sobretot a La pell que brilla, és que vaig crear una fabulosa visió infantil del que jo Vaig imaginar que Amèrica era com: és una mena de món mític que hi havia una vegada, on els nois s'assemblen a Marlon Brando i Elvis Presley, i tot està ambientat en un camp de blat i tot sembla molt gòtic americà."" En dirigir dos curtmetratges (Visiting Mr. Beak i The Universe of Dermot Finn) i completar el guió de The Krays (dirigida per Peter Medak), Ridley va rebre 1,5 milions de dòlars de finançament de la BBC, British Screen i Zenith Productions per rodar La pell que brilla a Crossfield, Alberta, Canadà.
En col·laboració amb el director de fotografia Dick Pope, Ridley va canalitzar les seves influències artístiques (incloent-hi Andrew Wyeth i Edward Hopper) per crear una visió hiperrealitzada d'un "estiu mític i al·lucinògen a la vida d'un nen." Això es va estendre fins a Ridley que va pintar personalment amb aerosol els camps de blat amb un to groc més brillant i va rodar escenes exteriors a l'"hora màgica", "quan el sol era el més intens i daurat". La pel·lícula també compta amb Viggo Mortensen en un dels seus primers papers protagonista.

## Recepció crítica
La pell que brilla es va estrenar al Festival de Canes l'any 1990, on la crítica la va declarar "déjà un culte" abans fins i tot d'haver sortit de l'auditori. El boca-orella sobre la pel·lícula, especialment la coneguda obertura de la "granota explosiva", va ser tan intensa que es van haver de programar projeccions addicionals per atendre la demanda. Va guanyar 11 premis internacionals en altres festivals de cinema i va ser recollit per a la seva distribució als Estats Units pel llavors incipient Miramax.
Tot i que alguns crítics es van indignar per les "situacions anormals i els personatges morbosos" de la pel·lícula, entre els admiradors més destacats de La pell que brilla era Roger Ebert, que va dir que "em va recordar a Vellut blau i les altres obres de David Lynch, però crec que és millor... no es tracta realment d'Amèrica en absolut, es tracta de malsons, i no ho oblidaré fàcilment." Escrivint per Rolling Stone, Peter Travers va escriure que "Ridley és un visionari, i la seva pel·lícula inquietant, lluminosament rodada per Dick Pope, exerceix una atracció hipnòtica." Kevin Thomas de Los Angeles Times la va qualificar d'"una pel·lícula increïble, plena d'actuacions desinteressades i lluminoses i amb humor fosc, que corre el risc de desbordar-se d’indignació a cada moment, però està tan inspirat i controlat alhora que se'n surt amb tot."
La pell que brilla s'ha tornat a valorar en els últims anys com "un dels híbrids essencials de pel·lícules d'art/terror de les últimes dècades". L'agregador de ressenyes de pel·lícules Rotten Tomatoes informa d'una puntuació d'aprovació de 88%, basat en 17 comentaris, amb una valoració mitjana de 7/10. En revisar la restauració de 2015 per a Twitchfilm, Jason Gorber la va descriure com una "pel·lícula estranya, de vegades meravellosa, que deixa més preguntes obertes que respostes. El seu paladar i les seves actuacions xoquen de maneres que semblen úniques dècades després." Escrivint per a The Guardian, Rowan Righelato la va descriure com "increïblement bella... una obra mestra gòtica que sovint es passa per alt de manera estranya." Revisant l'edició especial Blu-ray a BBC News, Mark Kermode va dir "Philip Ridley és un cineasta extraordinari... Un treball realment estrany, interessant, inquietant i estrany que ha trobat el seu públic al llarg dels anys. Així és una pel·lícula de culte adequada."

## Premis
Al Festival Internacional de Cinema de Locarno de 1990, Ridley va guanyar tres premis, C.I.C.A.E. Premi, el Premi FIPRESCI i el Pardo de Plata. Al XXIII Festival Internacional de Cinema Fantàstic de Sitges del 1990 Lindsay Duncan va guanyar el premi a la millor actriu i Dick Pope el premi a la millor fotografia. Al Festival de Cinema d'Estocolm de 1990, Ridley va rebre el premi FIPRESCI.

## Mitjans domèstics
La pell que brilla no va estar disponible al vídeo casolà durant molts anys després del seu llançament inicial en VHS al Regne Unit o als EUA.
Un DVD de pantalla panoràmica es va llançar al Japó el 2005, però ràpidament es va exhaurir, deixant només un Blu-ray alemany de mala qualitat i un DVD nord-americà de fotograma complet d'Echo Bridge Entertainment com les úniques versions disponibles durant diversos anys.
El 2015, el distribuïdor britànic Soda Pictures va anunciar l'estrena de la pel·lícula en una edició limitada de Blu-ray en caixa d’acer el 30 de novembre de 2015, amb una nova remasterització HD aprovada pel director, el comentari del director, dos nous documentals, els primers curtmetratges de Philip Ridley (Visiting Mr. Beak i The Universe of Dermot Finn), i una targeta artística signada personalment del seu quadre Fetal Blossom, que va ser un dels obres d'art que van inspirar la pel·lícula. Més tard, el distribuïdor va llançar una edició estàndard de Blu-ray i DVD de la pel·lícula el 14 de març de 2016, que contenia totes les característiques de l'edició limitada excepte la targeta d'art signada o l'embalatge d'acer.
El 2016, la remasterització aprovada de Ridley de la pel·lícula es va publicar a BFI Player, on es va posar a disposició per a la visualització en línia.
El 2019, Soda Pictures va llançar la pel·lícula en Blu-ray i DVD als Estats Units i el Canadà en una versió de pantalla panoràmica.
El 2020, The Criterion Channel va afegir la pel·lícula al servei de streaming com a part de la doble sessió "Against the Grain" amb Days of Heaven de 1978. Ambdues pel·lícules van ser descrites com "L'hora màgica es troba amb la màgia negra" i com "dues rodanxes visualment impressionants d'Americana situades enmig de camps de blat ondulats i banyades per la resplendor daurada de la posta de sol."

## Obres derivades
S'han fet referència a elements de la pel·lícula i s'han utilitzat en una sèrie d'altres obres artístiques, especialment en la música.
- La banda britànica de culte Coil va utilitzar fragments de diàlegs de la pel·lícula a la cançó Omlagus Garfungiloops del seu àlbum de 1992 Stolen & Contaminated Songs.
- La banda escocesa River Head va utilitzar una imatge de la pel·lícula a la portada del seu EP de 7" de 1992 Was Away / Haddit.[24]
- El músic canadenc Phil Western va utilitzar fragments de diàlegs de la pel·lícula al seu àlbum de 1998 The Escapist.
- El duet de rock industrial/noise Uniform va utilitzar un fragment de diàleg de la pel·lícula a la cançó The Light at the End (Effect) al seu LP de 2017 Wake in Fright.[25][26]